# 프스코프 공화국
프스코프 공화국(Псковская Республика 프스코브스카야 레스푸블리카)은 1348년부터 1510년까지 프스코프를 중심으로 존재한 루스의 공화국이다. 본래 노브고로드 공화국의 일부였으나 1348년에 떨어져 나왔다. 1510년에 모스크바 대공국에 합병되면서 멸망하였다.

## 같이 보기
- 노브고로드 공화국